# Sylwia Sysko-Romańczuk
Sylwia Sysko-Romańczuk (ur. 28 lipca 1970 w Połczynie-Zdroju) – polska ekonomistka, nauczyciel akademicki, profesor nadzwyczajny Politechniki Warszawskiej. W latach 2006–2007 podsekretarz stanu w Ministerstwie Edukacji Narodowej.

## Życiorys
W 1995 ukończyła studia ekonomiczne na Uniwersytecie Szczecińskim. Następnie była wieloletnim pracownikiem dydaktycznym i naukowym Uniwersytetu Szczecińskiego (1995–2007). W 2000 uzyskała stopień naukowy doktora w Instytucie Organizacji i Zarządzania w Przemyśle „Orgmasz”, w którym też habilitowała się (2005) uzyskując stopień doktora habilitowanego nauk ekonomicznych w zakresie nauk o zarządzaniu, specjalność: zarządzanie przedsiębiorstwem. W latach 2006–2007 była podsekretarzem stanu w MEN. W latach 2007–2012 jako profesor nadzwyczajny w Katedrze Systemów Zarządzania Szkoły Głównej Handlowej w Warszawie. W latach 2008–2012 pracowała w TVP S.A. między innymi jako Dyrektor Biura Strategii i Rozwoju.
Od 2012 zatrudniona na stanowisku profesora nadzwyczajnego Szkoły Biznesu Politechniki Warszawskiej – jako Dyrektor Programów Executive MBA.
Uczestniczyła w wielu programach międzynarodowych doskonalących umiejętności menedżerskie i dydaktyczne (m.in. Uniwersytet Harvarda, JFK School of Government, Boston, USA 2007; IESE Business School, Barcelona, Hiszpania 2008–2009, 2010 i 2013). Członek Rady Nadzorczej Selena FM S.A. (2015-2018). W latach 2017–2019 zasiadała w radzie nadzorczej Fundacji Edukacyjnej „Sternik”, która wraz z Fundacją Współpracy Międzynarodowej za pośrednictwem spółki Rodzice dla Szkoły finansuje związane z Opus Dei szkoły katolickie w Polsce.